# Burang
| Tibetische Bezeichnung                    |
| ----------------------------------------- |
| Tibetische Schrift: སྤུ་ཧྲེང་རྫོང               |
| Wylie-Transliteration: spu hreng rdzong   |
| Offizielle Transkription der VRCh: Burang |
| THDL-Transkription: —                     |
| Andere Schreibweisen: Purang              |
| Chinesische Bezeichnung                   |
| Traditionell: 普蘭縣                      |
| Vereinfacht: 普兰县                       |
| Pinyin:Pǔlán Xiàn                         |

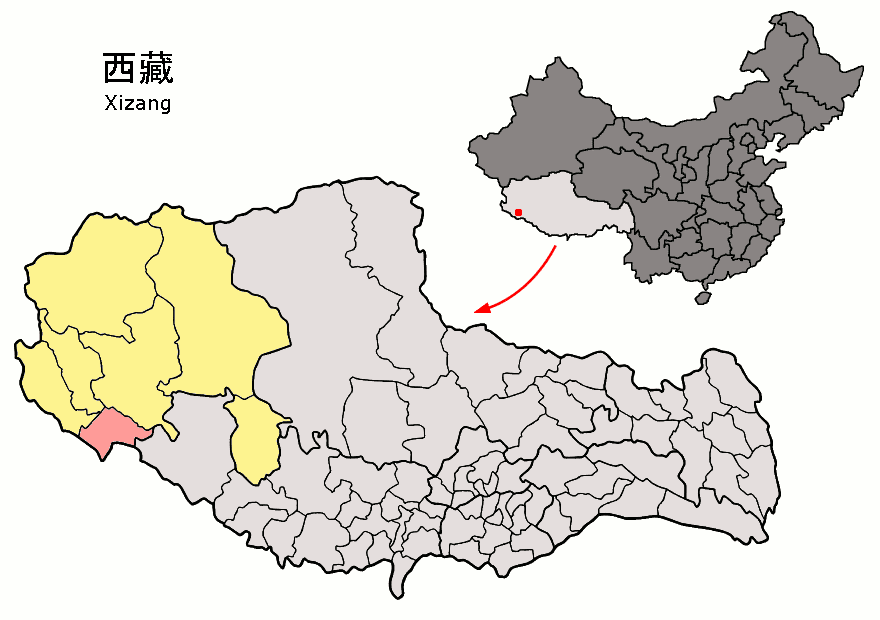

Der Kreis Burang (tibetisch སྤུ་ཧྲེང་རྫོང, Umschrift nach Wylie: spu hreng rdzong, auch Purang Dzong) hat eine Fläche von 13.163 km², 12.242 Einwohner (Stand: Zensus 2020) und liegt im Regierungsbezirk Ngari, im Südwesten des Autonomen Gebiets Tibet der Volksrepublik China. Burang ist auch der Name des Sitzes der Kreisregierung, der Großgemeinde Burang. Bei den Indern und Nepalesen ist die alte Handelsstation Burang auch unter dem Namen Taklakot bekannt.

## Administrative Gliederung und Bevölkerung
Der 1960 gegründete Kreis Burang setzt sich aus einer Großgemeinde und zwei Gemeinden zusammen. Diese sind:
- Großgemeinde Burang (普兰镇), 5.026 Einwohner (Volkszählung 2000);
- Gemeinde Baga (巴嘎乡), 1.208 Einwohner (Volkszählung 2000);
- Gemeinde Hor (霍尔乡), 1.685 Einwohner (Volkszählung 2000).

Für den ganzen Kreis zählte die Volkszählung im Jahr 2000 7.919 Einwohner (Schätzung 2003: 10.000), während für 1999 noch 7.653 angegeben wurden.

### Ethnische Gliederung der Bevölkerung Burangs (2000)
Beim Zensus im Jahr 2000 wurden in Burang 7.919 Einwohner gezählt.
| Name des Volkes | Einwohner | Anteil  |
| --------------- | --------- | ------- |
| Tibeter         | 7.654     | 96,65 % |
| Han             | 253       | 3,19 %  |
| Uiguren         | 7         | 0,09 %  |
| Sonstige        | 5         | 0,06 %  |

## Sehenswürdigkeiten
Zu seinen Sehenswürdigkeiten zählt das seit 2001 unter nationalem Denkmalschutz stehende Khorchag-Kloster, das im Jahr 996 erbaut wurde.